# Camilla Spira

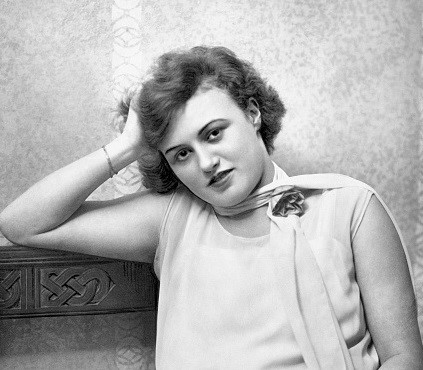
Camilla Spira am 1. Januar 1927
in der Berliner Morgenpost
(Fotograf: John Graudenz)

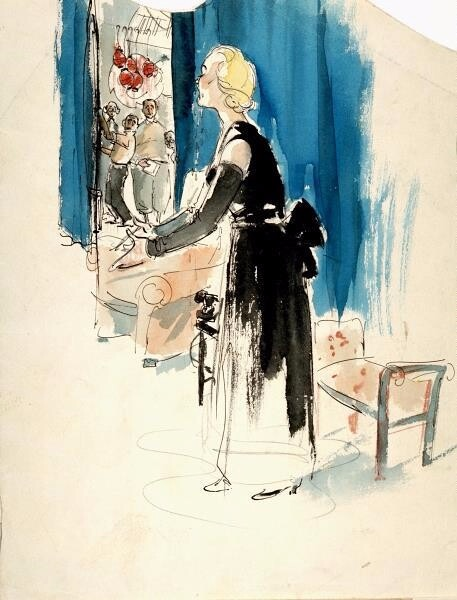
Camilla Spira in Westerbork auf einem Bild von Leo Kok.

Camilla Spira, gebürtig Kamilla Spira (* 1. März 1906 in Hamburg; † 25. August 1997 in Berlin), war eine deutsche Schauspielerin. Sie spielte sowohl in Stummfilmen und Tonfilmen als auch auf der Bühne. Camilla Spira war die Tochter der Schauspielerin Lotte Spira und des Schauspielers Fritz Spira, der zu den Pionieren des deutschen Stummfilms gehörte. Sie war die Schwester der Schauspielerin Steffie Spira.

## Leben

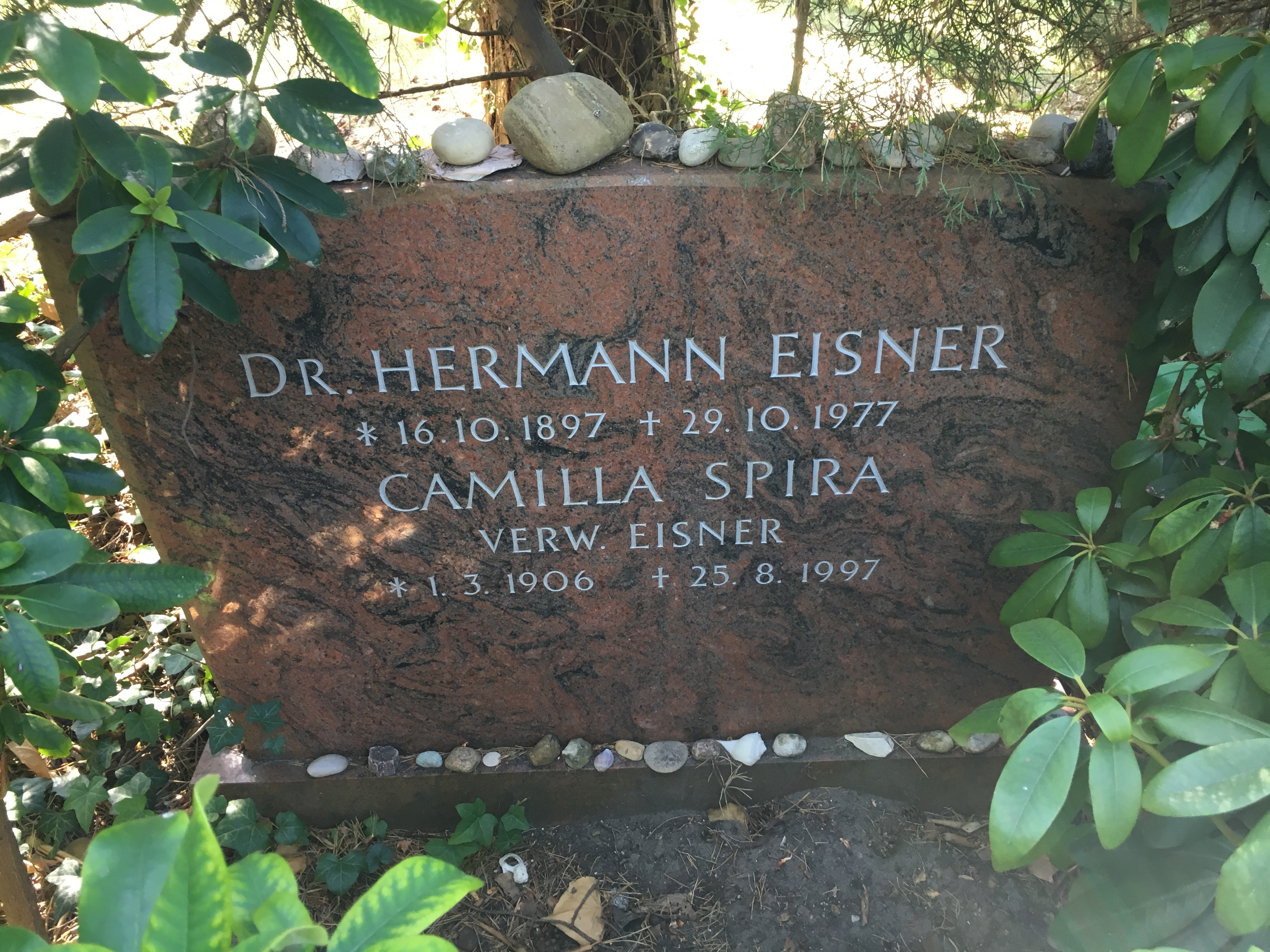
Grabstein von Camilla Spira

Camilla Spira besuchte das Lyzeum und anschließend die von Max Reinhardt gegründete Schauspielschule des Deutschen Theaters in Berlin. Sie begann ihre Bühnenkarriere zunächst 1922 am Wallner-Theater und am Deutschen Künstlertheater in Berlin. Dann hatte sie ein Engagement in Wien am Theater in der Josefstadt und kehrte nach Berlin zurück, wo sie 1924 ihr Filmdebüt in dem Stummfilm Mutter und Sohn gab. Es folgten weitere Stummfilme und Theaterauftritte. 1925 bis 1927 trat sie am Deutschen Theater auf. Anschließend arbeitete sie bis 1930 an den Barnowsky-Bühnen. Ihr größter Bühnenerfolg war 1930 in dem Singspiel Im weißen Rößl. 1933 trat sie an der Volksbühne auf. Da sie eine gute Stimme hatte, wirkte sich die Umstellung von Stumm- auf Tonfilm für ihre Karriere eher förderlich aus. Sie wurde meist in der Rolle des blitzsauberen, immer gut gelaunten deutschen Mädels besetzt – zum Beispiel in dem Film Morgenrot, einem Heldenepos auf den deutschen U-Bootfahrer, das 1933 kurz vor der Machtergreifung des NS-Regimes in die Kinos kam.
Vom NS-Regime als „Halbjüdin“ diffamiert, erhielt sie ab Mitte der 1930er-Jahre keine weiteren Filmangebote. Sie schlug sich mehr schlecht als recht im Jüdischen Kulturbund vor ausschließlich jüdischem Publikum in Berlin durch. Nach den Olympischen Spielen 1936 wurden die Bedingungen für Juden immer schlechter. Es gelang ihr, mit ihrem Ehemann, dem Rechtsanwalt und stellvertretenden Generaldirektor der Engelhardt-Brauerei Hermann Eisner (1897–1977), und den beiden Kindern 1938 nach Amsterdam zu emigrieren, wo sie allerdings später von deutschen Besatzern gefasst und 1943 ins Durchgangslager Westerbork eingeliefert wurde. In Westerbork trat Spira in einem von Max Ehrlich organisierten Kabarett-Programm auf, das die zurückbleibenden Gefangenen ablenken sollte, wenn am Vortag Transporte nach Auschwitz stattgefunden hatten. Neben Ehrlich stand sie unter anderem mit Willy Rosen auf der Bühne Lager Westerbork und traf mit ihren bekannten Songs auf ein dankbares Publikum.
Bald standen Spira und ihre Familie selbst vor dem Abtransport nach Auschwitz. Um der Deportation zu entgehen, wandte sie sich an Hans Georg Calmeyer, der in der deutschen Besatzungsbehörde in Den Haag eine Stelle zur Klärung zweifelhafter Abstammungsfälle leitete. Offenbar hatte der damalige SS-Oberführer Walter Schellenberg, Leiter des Auslandsnachrichtendienstes im Reichssicherheitshauptamt, der sich wegen Geheimdienstoperationen wiederholt in den Niederlanden aufhielt, ihr zur Ansprache Calmeyers geraten. Jedenfalls bezog sich Spira in zwei Schreiben an Calmeyer ausdrücklich auf Schellenberg als Hinweisgeber. Der Antrag wurde durch Gerhard Wander bearbeitet, welcher der Schauspielerin mitteilte, dass sie Belege für eine andere Vaterschaft erbringen müsse, aber auch verbunden mit dem Hinweis, wie der Beleg hinreichend begründet werden könnte. Die Schauspielerin schrieb, sie sei tatsächlich keine Halbjüdin, sondern „vollarisch“. Sie sei unehelich geboren. Ihre Mutter, Lotte Spira, sei seinerzeit mit dem „arischen“ ungarischen Schauspielkollegen Victor Palfy fremdgegangen. „Dies gestand mir meine Mutter schon im Jahre 1933, als die Judenfrage akut wurde, und ich deshalb gezwungen war, meine Laufbahn als Schauspielerin in Berlin aufzugeben.“ Dennoch habe sie verhindert, „dass meine Mutter irgendetwas zur Richtigstellung meiner Herkunft unternahm, denn ich bin seit 1927 mit Dr. Hermann Eisner, der jetzt hier beim Jüdischen Rat tätig ist, verheiratet und hatte begreiflicherweise Hemmungen, ihm meine uneheliche Geburt einzugestehen“. Calmeyer erließ daraufhin zunächst einen vorläufigen Abstammungsbescheid, damit Spira das Lager Westerbork zumindest zunächst wieder verlassen konnte. Anschließend ließ er über die Gestapo in Berlin die Mutter vernehmen, die ihre vorgebliche Affäre mit dem blendend aussehenden ungarischen Kollegen – mehrere „geeignete“ Fotografien waren dem Antrag beigefügt – bestätigte. In einem anthropologischen Gutachten kam der von Calmeyer als Gutachter eingesetzte Hans Weinert schließlich zu dem Ergebnis, Spira sehe ihrem angeblichen außerehelichen Erzeuger ähnlicher als dem urkundlichen Vater. Und so wurde Camilla Spira schließlich zur „Vollarierin“ erklärt. Ihre Ehe mit Hermann Eisner war nun eine „Privilegierte Mischehe“, so dass neben ihr selbst auch ihr jüdischer Mann und die Kinder vor der Deportation geschützt waren. Bis zum Ende des Krieges lebte die Familie in Amsterdam.
Versuche wie die von Camilla Spira, durch eine „Korrektur“ der eigenen Abstammungsgeschichte der Deportation zu entgehen, waren damals durchaus verbreitet und Calmeyer unterstützte diese bewusst und in vielen Fällen. Yad Vashem erklärte ihn deshalb zu einem „Gerechten unter den Völkern“.
1947 kehrte Camilla Spira nach Berlin zurück. Sie siedelte sich in West-Berlin an, erhielt Engagements am Theater am Schiffbauerdamm und am Hebbel-Theater, bekam aber auch einige Rollen bei der ostdeutschen DEFA. Ihr Film Die Buntkarierten von 1949 zählt heute zu den Klassikern der DEFA. Als ihr nahegelegt wurde, in den Ostteil zu ziehen, wenn sie weitere Engagements erwarten wollte, lehnte sie, anders als ihre Schwester Steffie Spira, dieses Ansinnen ab.
Sie hatte zahlreiche Engagements an Westberliner Theatern und wirkte auch in einigen bekannten Filmen der 1950er-Jahre mit, wie Des Teufels General, Himmel ohne Sterne und Rosen für den Staatsanwalt.
Camilla Spira wurde unweit ihrer Wohnung auf dem Waldfriedhof Dahlem in Berlin an der Seite ihres Mannes beigesetzt.

## Ehrungen
- 1949: Nationalpreis der DDR II. Klasse für Kunst und Literatur (für Die Buntkarierten)
- 1986: Verdienstkreuz am Bande der Bundesrepublik Deutschland

## Filmografie (Auswahl)
- 1924: Mutter und Sohn
- 1925: Das Herz am Rhein
- 1926: Die versunkene Flotte
- 1926: Wir sind vom K. u. K. Infanterie-Regiment
- 1926: Die dritte Eskadron
- 1927: Brennende Grenze
- 1931: Die Faschingsfee
- 1931: Mein Leopold
- 1932: Grün ist die Heide
- 1932: Gehetzte Menschen
- 1932: Die elf Schill’schen Offiziere
- 1933: Der Judas von Tirol
- 1933: Morgenrot
- 1933: Das Testament des Dr. Mabuse
- 1933: Sprung in den Abgrund
- 1935: Hoheit tanzt Walzer
- 1949: Die Buntkarierten
- 1950: Semmelweis – Retter der Mütter
- 1950: Epilog – Das Geheimnis der Orplid
- 1950: Die lustigen Weiber von Windsor
- 1952: Der fröhliche Weinberg
- 1952: Pension Schöller
- 1952: Drei Tage Angst
- 1954: Emil und die Detektive
- 1955: Des Teufels General
- 1955: Vatertag
- 1955: Der letzte Mann
- 1955: Himmel ohne Sterne
- 1955: Zwei blaue Augen (1955)
- 1956: Fuhrmann Henschel
- 1956: Liebe
- 1957: Der tolle Bomberg
- 1957: Das Herz von St. Pauli
- 1958: Freddy, die Gitarre und das Meer
- 1958: Nachtschwester Ingeborg
- 1958: Der Czardas-König
- 1958: Vater, Mutter und neun Kinder
- 1959: Rosen für den Staatsanwalt
- 1961: Vertauschtes Leben
- 1962: Das Mädchen und der Staatsanwalt
- 1962: Affäre Blum
- 1963: Piccadilly null Uhr zwölf
- 1967: Großer Mann – was nun?
- 1969: Der Kommissar, Folge: Das Ungeheuer (TV-Serie)
- 1973: Die Powenzbande (TV)
- 1975: Motiv Liebe, Folge: Goldener Käfig (TV-Serie)
- 1983: Gestern bei Müllers (TV-Serie)
- 1987: Wanderungen durch die Mark Brandenburg: Im Spreeland (TV)
- 1991: So wie es ist, bleibt es nicht. Die Geschichte von Camilla und Steffie Spira, Filmbiographie
- 1999: Kurt Gerron und sein „Karussell“ (TV, Dokumentarfilm 1999)

## Hörspiele
- 1927: Rudolf Bernauer, Rudolf Schanzer: Wie einst im Mai. Große Berliner Posse mit Gesang in vier Bildern (Otille von Henkeshoven) – Regie: Rudolf Bernauer (Funk-Stunde AG, Berlin)
- 1948: George Bernard Shaw: Der Kaiser von Amerika – Regie: Alfred Braun (Berliner Rundfunk)
- 1965: Max Kretzer: Der Millionenbauer. Damals war's – Geschichten aus dem alten Berlin (Berta Köppke) (Geschichte Nr. 5 in 15 Folgen) – Regie: Ivo Veit (RIAS Berlin)